# Autoestrada VRI
Die Autobahn VRI (Via Regional Interior) ist  mit einer Gesamtlänge von 3 km die kürzeste Autobahn  Portugals. Die Autobahn ist eine Verbindung zwischen der Autobahn A4 und der Autobahn A41, welche am Flughafen Aeroporto Francisco Sá Carneiro mündet. 
Trotz ihrer Kürze, ist diese Autobahn von Bedeutung. Die Autobahn führt vom Flughafen direkt in die Stadt Porto. So vermeidet man die zum Teil die stark befahrene Autobahn A28. 
Die VRI wurde 2006 eröffnet, erbaut und ist im Besitz   der Ascendi. Die Autobahn ist mautfrei und gehört zur Gruppe der SCUT. 
Nach einer Zählung im Dezember 2017, befahren diese Autobahn im Durchschnitt täglich 38.150 Fahrzeuge.